# طراحی اجزای ماشین
طراحی اجزای ماشین (طراحی در مهندسی مکانیک) کتابی از ژوزف ادوارد شیگلی با ترجمهٔ ایرج شادروان است که در سال ۱۳۷۱ منتشر و در مراسم کتاب سال جمهوری اسلامی ایران به‌عنوان کتاب برگزیده معرفی شد.